# Krajnja ljevica
Krajnja ljevica, ponekad i ekstremna ljevica ili radikalna ljevica, naziv je za vrstu politike koja se na lijevo-desnom političkom spektru nalazi dalje lijevo od obične političke ljevice. Krajnja ljevica različito se definira. Neki znanstvenici definiraju je kao politiku koja se nalazi više lijevo od socijaldemokracije, dok je drugi smještaju dalje lijevo od komunističkih stranaka. U određenim je slučajevima (posebno u medijima) povezana s nekim oblicima anarhizma i komunizma ili karakterizira skupine koje se zalažu za revolucionarni antikapitalizam i antiglobalizam.
Ekstremizam krajnje ljevice može dovesti do nasilnih djela (npr. terorizam) i formiranja radikalno lijevih militantnih organizacija. Ljevičarski terorizam čine skupine koje svoje ideale i promjenu ne pokušavaju ostvariti tradicionalnim političkim procesima, nego nasiljem. Osim toga, vlade u kojima vladaju političke stranke koje se znanstveno klasificiraju ili same opisuju kao krajnje lijeve, uzrokovale su političku represiju, indoktrinaciju, ksenofobiju i masovna ubojstva.

## Definicija
Definicija krajnje ljevice varira u literaturi; ne postoji opće slaganje o tome što ona podrazumijeva ili koje su njezine temeljne karakteristike osim o tome da se nalazi lijevo od političke ljevice. U Francuskoj je extrême-gauche ("ekstremna ljevica") općeprihvaćen izraz za političke skupine koje se nalaze više lijevo od Francuske socijalističke stranke premda neki poput politologa Sergea Cosserona ograničavaju opseg na lijevo od Francuske komunističke stranke.
Znanstvenici kao što su Luke March i Cas Mudde smatraju da su socioekonomska prava u srži krajnje ljevice. Štoviše, March i Mudde tvrde da je krajnja ljevica lijevo od političke ljevice s obzirom na to kako takve stranke ili skupine opisuju ekonomsku nejednakost na temelju postojećih društvenih i političkih aranžmana. Luke March, viši predavač Sovjetske i postsovjetske politike na katedri za Politiku i međunarodne odnose na Sveučilištu u Edinburghu, definira pripadnike krajnje ljevice kao one koji se nalaze više lijevo od socijaldemokracije, za koju smatraju da se ne nalazi dovoljno lijevo, ili kao pobornike socijaldemokratske tradicije (za koju smatraju da je izgubljena).
Dvije glavne podvrste krajnje lijeve politike nazivaju se "radikalna ljevica" i "ekstremna ljevica"; prva priželjkuje temeljne promjene u neoliberalnom kapitalizmu i progresivnu reformu demokracije (koja bi podrazumijevala npr. izravnu demokraciju i uključivanje marginaliziranih zajednica), a druga odbacuje liberalnu demokraciju jer je smatra "kompromisom s buržoazijskim političkim snagama" i strože definira kapitalizam. Politika krajnje ljevice smatra se radikalnom politikom jer poziva na temeljnu promjenu kapitalističke socioekonomske strukture društva.
March i Mudde tvrde da se stranke krajnje ljevice sve više stabiliziraju u politici i da izazivaju glavne socijaldemokratske stranke, a kao druge ključne karakteristike krajnje lijeve politike navode internacionalizam, usredotočenost na umrežavanje i solidarnost te protivljenje globalizaciji i neoliberalizmu. U svojoj kasnijoj konceptualizaciji March je krajnje lijevu politiku počeo nazivati "radikalnom lijevom politikom"; obrazložio je da je čine radikalno lijeve stranke koje odbacuju socioekonomske strukture suvremenog društva utemeljene na principima i vrijednostima kapitalizma.

## Radikalne lijeve stranke
U Europi potpora ekstremno lijevoj politici dolazi od triju skupina koje se preklapaju, a to su ekstremno lijeve supkulture, nezadovoljni socijaldemokrati i glasači prosvjednici – oni koji se protive članstvu svoje zemlje u Europskoj uniji. Kako bi razlikovali krajnju ljevicu od umjerene ljevice, Luke March i Cas Mudde navode tri ključna kriterija:
- Krajnja ljevica odbacuje temeljnu socioekonomsku strukturu suvremenog kapitalizma.[12]
- Zagovara alternativne ekonomske strukture i strukture moći koje uključuju preraspodjelu prihoda i bogatstva političkih elita.[12]
- Čine je internacionalisti, koji vide povezanost imperijalizma i globalizacije s regionalnim socioekonomskim pitanjima.[12]

Drugi znanstvenici svrstavaju krajnju ljevicu u kategoriju populističkih socijalističkih stranaka. Vít Hloušek i Lubomír Kopeček sa Sveučilišta Masaryk na Međunarodnom institutu političkih znanosti spominju sekundarne karakteristike, uključujući protuamerikanizam, antiglobalizaciju, protivljenje NATO-u, a u nekim slučajevima i odbijanje europskih integracija.
March navodi da se "u usporedbi s međunarodnim komunističkim pokretom prisutnim prije 30 godina krajnja ljevica iznimno deradikalizirala. Ekstremna ljevica rubna je pojava u većini mjesta." March identificira četiri glavne podskupine unutar suvremene europske krajnje lijeve politike: komuniste, demokratske socijaliste, populističke socijaliste i socijalne populiste. U kasnijoj koncepciji krajnje lijeve politike March piše: "Više se priklanjam izrazu 'radikalna ljevica' od izraza kao što su 'tvrda ljevica' i 'krajnja ljevica', koji se mogu doimati pejorativno i implicirati da je ljevica nužno rubna pojava". Smatra da su najuspješnije stranke krajnje ljevice pragmatične i neideološke.
Prema politologu Paolu Chiocchettiju stranke radikalne ljevice nisu uspjele uspostaviti čvrstu alternativu neoliberalizmu i dovesti do pomaka prema drukčijem modelu razvoja usprkos izbornim dobitcima 2010-ih; dok su bile u vladi, takve su stranke bile prisiljene napustiti snažne antineoliberalističke stavove i prihvatiti neoliberalnu politiku koju su im ili predložili njezini veći saveznici ili im je bila nametnuta zbog međunarodnog konteksta. Takvo gledište također dijele Mudde i politolog Yiannos Katsourides u odnosu na SYRIZA.

## Ekstremno lijevi militanti
Mnoge militantne organizacije krajnje ljevice osnovali su članovi postojećih političkih stranaka tijekom šezdesetih i sedamdesetih godina 20. stoljeća, a među njima se ističu Montoneros, Prima Linea, Frakcija Crvene armije i Crvene brigade. Te su skupine općenito namjeravale srušiti kapitalizam i bogate vladajuće klase.